# Saint-Révérend
Saint-Révérend ist eine französische Gemeinde mit 1.526 Einwohnern (Stand: 1. Januar 2022) im Département Vendée in der Region Pays de la Loire. Saint-Révérend gehört zum Arrondissement Les Sables-d’Olonne und ist Mitglied des Gemeindeverbandes Pays de Saint-Gilles-Croix-de-Vie Agglomération. Die Einwohner werden Révérendais und Révérendaises genannt.

## Geografie
Saint-Révérend liegt etwa 23 Kilometer nördlich von Les Sables-d’Olonne und etwa 31 Kilometer westnordwestlich von La Roche-sur-Yon nahe der Côte de Lumière der Atlantikküste am Fluss Gué Gorand, einem Zufluss des Jaunay. 
Umgeben wird Saint-Révérend von den Nachbargemeinden Saint-Maixent-sur-Vie im Norden, Coëx im Osten, L’Aiguillon-sur-Vie im Süden, Givrand im Westen und Südwesten sowie Le Fenouiller im Westen und Nordwesten.

## Bevölkerungsentwicklung
| Jahr                       | 1962 | 1968 | 1975 | 1982 | 1990 | 1999 | 2006 | 2013 | 2020 |
| Einwohner                  | 759  | 772  | 803  | 826  | 812  | 910  | 1272 | 1398 | 1472 |
| Quellen: Cassini und INSEE |      |      |      |      |      |      |      |      |      |

## Sehenswürdigkeiten
- Kirche Saint-Révérend, erbaut 1899